# Dansk Melodi Grand Prix 2014
Der 44. Dansk Melodi Grand Prix fand am 8. März 2014 in Odense statt und war der dänische Vorentscheid für den Eurovision Song Contest 2014 in Kopenhagen, Dänemark. Es war das erste Mal, dass der Wettbewerb in Odense ausgetragen wurde.

## Format

### Konzept
Wie in den Vorjahren gab es zwei Runden, wobei in der ersten durch eine professionelle Jury und Zuschauervoting drei Titel ausgewählt wurden, die in einer zweiten Runde nach dem gleichen Modus erneut bewertet wurden. Die professionelle Jury bestand aus folgenden Personen:
- Jørgen de Mylius, Journalist; 23-facher dänischer Kommentator des Eurovision Song Contest
- Camille Jones, Sängerin, Songschreiberin und Produzentin
- Søs Fenger, Sängerin und Songschreiberin
- Lars Pedersen, besser bekannt als Chief1; DJ und Musikproduzent
- Mich Hedin Hansen, besser bekannt als Cutfather; Songschreiber und Musikproduzent

### Beitragswahl
Im Zeitraum vom 20. August 2013 zum 7. Oktober 2013 wurden 872 Beiträge eingereicht was um 180 Titel höher als im Vorjahr lag und einen neuen Rekord darstellte. Wieder wählte eine Jury aus allen Einreichungen sechs Titel aus, während die vier Teilnehmer SONNY, Nadia Malm, Anna David und Michael Rune auf Einladung von Danmarks Radio aus „redaktionellen Gründen“ am Wettbewerb teilnahmen. Die Interpreten wurden am 28. Januar 2014 vorgestellt.

## Finale
Die Veranstaltung fand am 8. März 2014 in der Arena Fyn in Odense statt, die 5.000 Zuschauern Platz bot. Gastgeber der Show waren Louise Wolff und Jacob Riising. Neben dem Auftritt des Siegers beim Eurovision Song Contest 2014 erhielten die Komponisten des Siegertitels einen Preis von 100.000 Dänischen Kronen von der Dänischen Gesellschaft für Texter, Komponister und Musikproduzenten KODA.
| Startnr. | Interpret                          | Lied Musik (M) und Text (T)                                                                                              | Sprache  | Übersetzung (inoffiziell) |
| -------- | ---------------------------------- | --- | -------- | ------------------------- |
| 01       | Bryan Rice                         | I Choose U M/T: Bryan Rice, Lars Halvor Jensen, Johannes Jørgensen, Shanna Crooks                                        | Englisch | Ich wählte dich           |
| 02       | Rebekka Thornbech                  | Your Lies M/T: Danne Attlerud, Gustav Eurén, Niclas Arn                                                                  | Englisch | Deine Lügen               |
| 03       | SONNY                              | Feeling the You M/T: Sonny Fredie Pedersen, Frederik Tao Nordsøe Schjoldan, Thomas Lumpkins                              | Englisch | Fühle das Du              |
| 04       | Danni Elmo                         | She's the One M/T: Engelina, Alexander Brown, Søren Vestergaard, Marcus Linnet                                           | Englisch | Sie ist die eine          |
| 05       | Emilie Moldow                      | Vi finder hjem M/T: Engelina, Ole Brodersen, Kasper Larsen, Basim                                                        | Dänisch  | Wir fanden das Zuhause    |
| 06       | Glamboy P                          | Right By Your Side M/T: Mathias Kallenberger, Andreas Berlin, Jasmine Anderson                                           | Englisch | Direkt an deiner Seite    |
| 07       | Nadia Malm                         | Before You Forget Me M/T: Nadia Malm                                                                                     | Englisch | Bevor du mich vergisst    |
| 08       | Basim                              | Cliché Love Song M/T: Lasse Lindorff, Kim Nowak-Zorde, Daniel Fält, Basim                                                | Englisch | Klischee Liebeslied       |
| 09       | Anna David                         | It Hurts M/T: Anna David, Lasse Lindorff, Kim Nowak-Zorde, Jeremy Huffleman, Marli Harwood, Michael Harwood, Nick Keynes | Englisch | Es tut weh                |
| 10       | Michael Rune feat. Natascha Bessez | Wanna Be Loved M/T: Lars Halvor Jensen, Martin Michael Larsson, Luke Madden, Lemare Obika                                | Englisch | Will geliebt werden       |

 Kandidat hat sich für das Super-Finale qualifiziert.

### Super-Finale
Im Super-Finale erhielt der Titel Cliché Love Song vorgetragen von Basim von allen Juroren die meisten Punkte und auch die meisten Zuschauer stimmten für dieses Lied. Neben dieser Besonderheit gab es zwei zweite Plätze, da die beiden anderen Titel punktgleich abschnitten.
| Platz | Startnr. | Interpret                          | Lied             | Juryvoting | Juryvoting | Juryvoting | Juryvoting   | Juryvoting | Juryvoting | Zuschauerstimmen (SMS) | Gesamt |
| Platz | Startnr. | Interpret                          | Lied             | S. Fenger  | Chief1     | C. Jones   | J. de Mylius | Cutfather  | Gesamt     | Zuschauerstimmen (SMS) | Gesamt |
| ----- | -------- | ---------------------------------- | ---------------- | ---------- | ---------- | ---------- | ------------ | ---------- | ---------- | ---------------------- | ------ |
| 1.    | 8        | Basim                              | Cliché Love Song | 3          | 3          | 3          | 3            | 3          | 15         | 15                     | 30     |
| 2.    | 2        | Rebekka Thornbech                  | Your Lies        | 2          | 2          | 2          | 1            | 1          | 08         | 07                     | 15     |
| 2.    | 10       | Michael Rune feat. Natascha Bessez | Wanna Be Loved   | 1          | 1          | 1          | 2            | 2          | 07         | 08                     | 15     |